# Papinluoto, Masko
Papinluoto med Lehmäkari och Isänkari är en ö i Finland. Den ligger i Skärgårdshavet och i kommunen Masko i den ekonomiska regionen  Åbo ekonomiska region i landskapet Egentliga Finland, i den sydvästra delen av landet. Ön ligger omkring 20 kilometer väster om Åbo och omkring 170 kilometer väster om Helsingfors.
Öns area är 63,9 hektar och dess största längd är 1,3 kilometer i sydöst-nordvästlig riktning. Ön höjer sig omkring 30 meter över havsytan.

## Klimat
Inlandsklimat råder i trakten. Årsmedeltemperaturen i trakten är 3 °C. Den varmaste månaden är juli, då medeltemperaturen är 17 °C, och den kallaste är januari, med −10 °C.